# هيو د. يونغ
هيو د. يونغ (بالإنجليزية: Hugh Young)‏ هو فيزيائي أمريكي، ولد في 3 نوفمبر 1930 في أيمز في الولايات المتحدة، وتوفي في 20 أغسطس 2013 في Oakmont, Pennsylvania ‏ في الولايات المتحدة.